# Para-cimeno
O para-cimeno, p-cimeno,  (p – isopropil tolueno, 1-isopropil-4-metilbenzeno ou metilpropil benzeno) é um hidrocarboneto aromático, de fórmula molecular C10H14, líquido, sem coloração, de odor agradável e insolúvel em água.
O para-cimeno é um produto importante na indústria química, principalmente como solvente industrial de tintas e vernizes, produção de resinas sintéticas e orto-cresol, uso em perfumarias e fluido térmico.
É produzido industrialmente a partir da alquilação do tolueno ou a partir da desidrogenação catalítica do limoneno, sendo um produto irritante para a pele e para os olhos e tóxico, se for ingerido.